# Cal Miqueló (el Palau d'Anglesola)
Cal Miqueló és una obra del Palau d'Anglesola (Pla d'Urgell) inclosa a l'Inventari del Patrimoni Arquitectònic de Catalunya.

## Descripció
Casa noble de concepció simètrica amb arcades de mig punt a la golfa. Accés remarcat i estances de bones dimensions.

## Història
En aquesta casa gran conflueixen tres èpoques: de l'Edat Mitja tardana seria el portal dovellat tapat de la façana i els tres cellers de volta perpendiculars al carrer. Al segle xviii s'hauria originat la tipologia actual de façana i els dos arcs per planta de la galeria del darrere. En època recent s'ha modificat molt tota l'obra anterior.
En aquest carrer de Sant Joan hi ha més cases d'arquitectura tradicional que es poden datar cap als segles xvii-xviii.